# Vuelta al Táchira 1973
La 8.ª edición de la Vuelta al Táchira se disputó desde el 14 hasta el 23 de enero de 1973.
Perteneció al calendario de la Federación Venezolana de Ciclismo. El recorrido contó con 10 etapas y 1273 km, transitando por los estados Barinas, Portuguesa, Mérida y Táchira.
El ganador fue el venezolano Santos Bermúdez del equipo Club Martell, quien fue escoltado en el podio por Nicolás Reidtler y Cirilo Correa.
Las clasificaciones secundarias fueron; Nicolás Reidtler la montaña, el sprints para Richard Trinkler, y la clasificación por equipos la ganó Club Martell.

## Equipos participantes
Participaron varios equipos conformados por entre 6 y 8 corredores, con equipos de Venezuela, Suiza, Estados Unidos, Guatemala y Colombia.
| - Club Martell - Leche Táchira - Alcaldía de Tovar - Selección de Táchira - Selección de Barinas - Selección de Trujillo - Selección de Guárico - Selección de Venezuela | - Selección de Colombia - Selección de Guatemala - Selección de Suiza - Selección de Estados Unidos |

## Etapas
| Etapa | Fecha       | Recorrido                     | Km  | Ganador          | Lider            |
| 1ª    | 14 de enero | Circuito en San Cristóbal     | 70  | Gilbert Bischoff | Gilbert Bischoff |
| 2ª    | 15 de enero | San Cristóbal - Santa Bárbara | 150 | Álvaro León      | Santos Bermúdez  |
| 3ª    | 16 de enero | Santa Bárbara - Barinas       | 148 | Armando Gil      | Santos Bermúdez  |
| 4ª A  | 17 de enero | CRI de Barinas a Barrancas    | 23  | Santos Bermúdez  | Santos Bermúdez  |
| 4ª B  | 17 de enero | Barrancas - Guanare           | 73  | Cirilo Correa    | Santos Bermúdez  |
| 5ª    | 18 de enero | Biscucuy - Valera             | 163 | Luis Rosales     | Cirilo Correa    |
| 6ª    | 19 de enero | Valera - El Vigía             | 180 | Domingo Guerrero | Cirilo Correa    |
| 7ª    | 20 de enero | El Vigía - Tovar              | 157 | Nicolás Reidtler | Cirilo Correa    |
| 8ª    | 21 de enero | Tovar - La Grita              | 140 | Nicolás Reidtler | Cirilo Correa    |
| 9ª    | 22 de enero | La Grita - Rubio              | 139 | Andrés Mora      | Cirilo Correa    |
| 10.ª  | 23 de enero | Rubio - San Cristóbal         | 130 | Nicolás Reidtler | Santos Bermúdez  |

## Clasificaciones

### Clasificación general
| Posición | Ciclista         | Equipo                 | Tiempo     |
|          | Santos Bermúdez  | Club Martell           | 35:10:13   |
| 2º       | Nicolás Reidtler | Leche Táchira          | + 00:00:24 |
| 3º       | Cirilo Correa    | Selección de Guárico   | + 00:02:43 |
| 4º       | Juan Morales     | Selección de Colombia  | + 00:02:44 |
| 5º       | Samuel Herrera   | Selección de Guatemala | + 00:05:39 |
| 6º       | Luis Rosales     | Club Martell           | + 00:05:39 |
| 7º       | Ramón Noriega    | Selección de Guárico   | + 00:05:39 |
| 8º       | Manuel Díaz      | Leche Táchira          | + 00:05:39 |
| 9º       | Evaristo Fino    | Selección de Colombia  | + 00:11:36 |
| 10º      | Domingo Guerrero | Leche Táchira          | + 00:11:36 |

### Clasificación por puntos
| Posición | Ciclista     | Equipo       | Puntos |
|          | Bandera de ? | Bandera de ? |        |
| 2°       | Bandera de ? | Bandera de ? |        |
| 3°       | Bandera de ? | Bandera de ? |        |

### Clasificación de la montaña
| Posición | Ciclista         | Equipo        | Puntos |
|          | Nicolás Reidtler | Leche Táchira |        |
| 2°       | Bandera de ?     | Bandera de ?  |        |
| 3°       | Bandera de ?     | Bandera de ?  |        |

### Clasificación de los sprints
| Posición | Ciclista         | Equipo             | Puntos |
|          | Richard Trinkler | Selección de Suiza |        |
| 2°       | Bandera de ?     | Bandera de ?       |        |
| 3°       | Bandera de ?     | Bandera de ?       |        |

### Clasificación sub-23
| Posición | Ciclista     | Equipo       | Tiempo |
|          | Bandera de ? | Bandera de ? |        |
| 2°       | Bandera de ? | Bandera de ? |        |
| 3°       | Bandera de ? | Bandera de ? |        |

### Clasificación por equipos
| Posición | Equipo                | Tiempo       |
|          | Club Martell          | Bandera de ? |
| 2°       | Leche Táchira         | Bandera de ? |
| 3°       | Selección de Colombia | Bandera de ? |